# Альмехіхар
Альмехіхар (ісп. Almegíjar) — муніципалітет в Іспанії, у складі автономної спільноти Андалусія, у провінції Гранада. Населення — 401 особа (2010).
Муніципалітет розташований на відстані близько 390 км на південь від Мадрида, 40 км на південний схід від Гранади.
На території муніципалітету розташовані такі населені пункти: (дані про населення за 2010 рік)
- Альмехіхар: 206 осіб
- Нотаес: 118 осіб
- Ла-Солана: 44 особи
- Ла-Умбрія: 33 особи

## Демографія
Динаміка населення (INE ):

## Галерея зображень

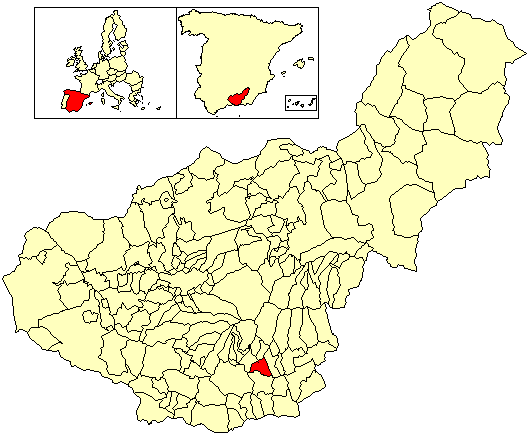
Розташування муніципалітету у провінції Гранада